# Платт, Джефф
Джефф Платт (англ. Geoff Platt, бел. Джэф Плэт; род. 10 июля 1985, Миссиссога, Онтарио) — белорусский и канадский хоккеист. Один из самых результативных легионеров в истории КХЛ. Всего забросил 180 шайб в 639 матчах КХЛ, входит в топ-10 лучших снайперов в истории лиги.
Участник чемпионатов мира 2014, 2016, 2018 и 2019 годов в составе сборной Беларуси. Вице-чемпион России, обладатель Кубка Континента и Кубка Открытия сезона 2015/2016 в составе ЦСКА (Москва). Бронзовый призёр чемпионата России в сезоне 2013/14 в составе ярославского «Локомотива». Обладатель Кубка Шпенглера в 2009 году в составе «Динамо» (Минск). Является лучшим снайпером-легионером в истории КХЛ.

## Клубная карьера

### НХЛ
Начал карьеру в 2001 году. До 2005 года продолжал выступления в низших лигах североамериканского хоккея, прежде чем подписал контракт с клубом НХЛ «Коламбус Блю Джекетс».
В начале сезона 2007/2008, 15 ноября 2007 года, «Коламбус Блю Джекетс» и «Анахайм Дакс» совершили обмен игроками — за Платта «Анахайм Дакс» отдали Клэя Уилсона и Аарона Роума.

### КХЛ

#### Динамо Минск
Сезон 2008/09 Джефф начал в составе минского «Динамо». Однако после 13 проведённых игр Платт перешёл в «Ильвес», представлявший финскую СМ-Лигу. В 2009 году Джефф вернулся в «Динамо».
За время выступления в «Динамо» Плэтт получил белорусское гражданство и перестал считаться легионером для КХЛ.

#### Автомобилист
7 мая 2019 года подписал односторонний двухлетний контракт с клубом «Автомобилист». 16 декабря 2020 года покинул клуб и перешёл в «Салават Юлаев».

#### Салават Юлаев
2 марта 2022 года «Салават Юлаев» сделал официальное заявление о том, что Джефф покидает клуб. Контракт с хоккеистом расторгнут по обоюдному соглашению без выплат.
Всего сыграл в КХЛ 639 матчей и набрал 332 очка (180+152). Входит в топ-10 лидеров в истории КХЛ по заброшенным шайбам. В плей-офф сыграл 85 матчей и набрал 37 очков (22+15).

### После КХЛ
В июле 2022 года 37-летний Платт перешёл в финский клуб ЮП. 1 декабря 2022 года покинул клуб.

## Международная карьера
В составе сборной Канады Джефф Платт принимал участие в юниорском чемпионате мира 2003, на котором вместе с командой завоевал золотые награды. 16 февраля 2012 года Платт принял белорусское гражданство. 2 октября 2013 года Платт получил официальное разрешение Международной федерации хоккея выступать за сборную Беларуси.
В мае 2014 года принял участие в чемпионате мира, который проходил в Минске, в составе сборной Беларуси и вместе с командой дошёл до четвертьфинала, где Беларусь уступила Швеции.

## Достижения

### Командные
- Чемпион мира среди юниоров 2003
- Обладатель Кубка Шпенглера 2009
- Участник матча звёзд КХЛ 2010, 2014
- Бронзовый призёр чемпионата КХЛ — 2013/14
- Серебряный призёр чемпионата КХЛ — 2015/16
- Чемпион Финляндии в составе «Таппары» (2022/23).
- Победитель Хоккейной Лиги чемпионов в составе «Таппары» (2022/23).

## Статистика
| Легенда | Легенда                    | Легенда | Легенда                   | Легенда | Легенда    |
| ------- | -------------------------- | ------- | ------------------------- | ------- | ---------- |
| И       | Количество проведённых игр | Штр     | Штрафное время            | +/−     | Плюс-минус |
| Г       | Голы                       | П       | Голевые передачи          | О       | Очки       |
| -       | Статистика неизвестна      | —       | Статистика не учитывалась |         |            |

### Клубная карьера
- a В этом сезоне в «Плей-офф» учитывается статистика игрока в Кубке Надежды.